# Thomas Sutton
Pour les articles homonymes, voir Sutton.
Thomas Sutton (1819-1875) est un inventeur, auteur et photographe britannique.

## Biographie
Né en 1819 et mort en 1875, Thomas Sutton sort comme wrangler en 1846 de l'université de Cambridge. 
En 1859, il développe un appareil photographique panoramique à l'aide d'une lentille grand angle.
Sutton réalise en 1861, sous le contrôle direct de James Clerk Maxwell, la première photographie en couleurs à l'aide de filtres bleu, rouge et vert. Certaines couleurs ne sont pas apparues, rendant la photographie difficilement compréhensible.
Thomas Sutton est élève à l'école à Newington Butts et étudie l'architecture pendant quatre ans avant d'étudier au Caius College, Cambridge obtenant son diplôme en 1846 en tant que 29e lutteur. Il ouvre un studio photographique à Jersey l'année suivante sous le patronage du prince Albert. En 1855, il crée une entreprise photographique à Jersey avec son partenaire commercial Louis Désiré Blanquart-Évrard qui produit des impressions à partir de négatifs calotype. [réf. nécessaire] L'année suivante, Sutton et Blanquart-Evrard fondent la revue Notes photographiques, que Sutton édite pendant onze ans. Auteur prolifique, Sutton écrit un certain nombre de livres sur le sujet de la photographie, dont le Dictionary of Photography en 1858.
En 1859, Sutton développe le premier appareil photographique panoramique avec un objectif grand angle. La lentille est constituée d'une sphère de verre remplie d'eau, qui projette une image sur une plaque incurvée. La caméra est capable de capter une image dans un arc de 120 degrés.
En 1861, Sutton crée le premier appareil photographique reflex à objectif unique.

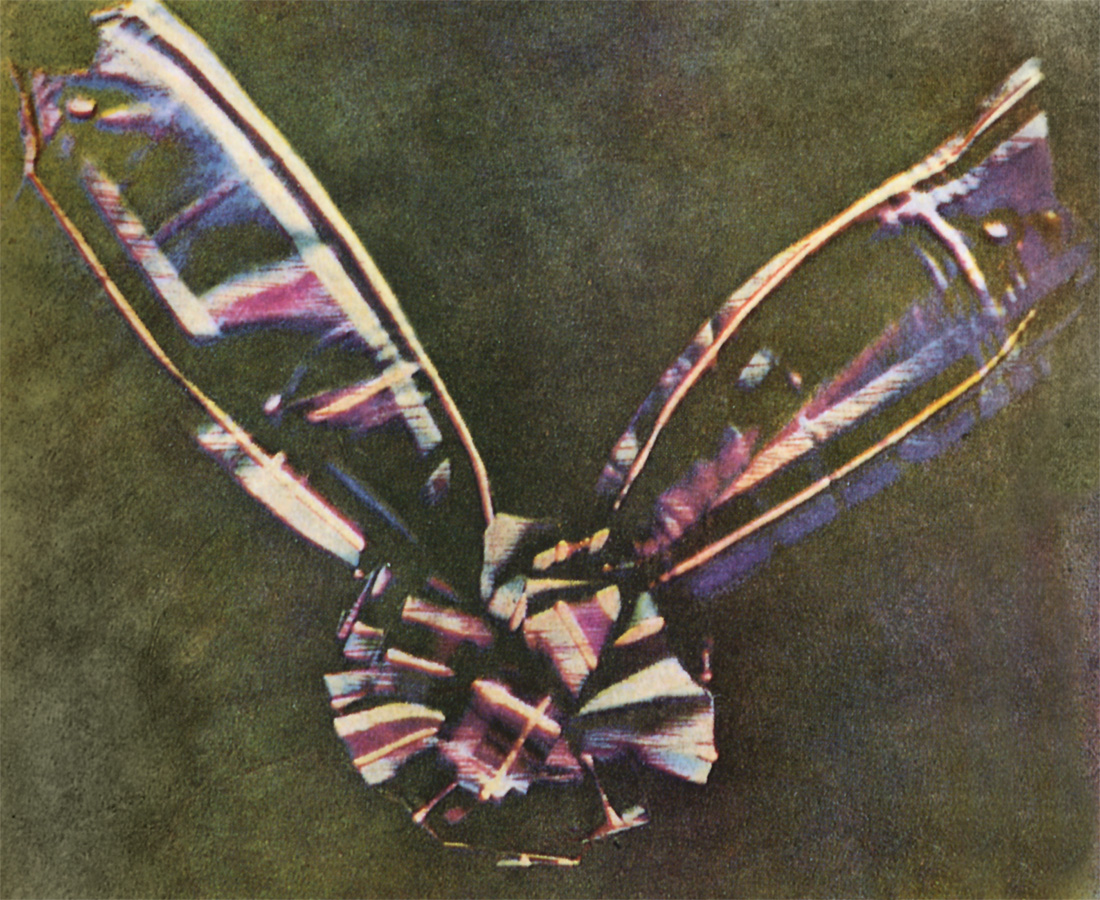
Sous la direction de James Clerk Maxwell, Ruban de tartan, 1861, première photographie en couleurs. Édimbourg,.

Sutton est le photographe de la démonstration pionnière de la photographie couleur de James Clerk Maxwell en 1861. Dans un essai pratique d'une expérience de pensée que Maxwell publie en 1855, Sutton prend trois photographies distinctes en noir et blanc d'un ruban multicolore, une à travers un filtre bleu, une à travers un filtre vert et une à travers un filtre rouge. À l'aide de trois projecteurs équipés de filtres similaires, les trois photographies sont projetées en superposition sur un écran. Les primaires additifs se mélanent de manière variée pour reproduire une gamme de couleurs. Le matériel photographique disponible à Sutton est principalement sensible à la lumière bleue, à peine sensible au vert et pratiquement insensible au rouge, le résultat n'est donc qu'un succès partiel. Quarante ans plus tard, des plaques et des films correctement panchromatiques ont permis une excellente reproduction des couleurs grâce à cette méthode, comme le démontrent les travaux de Sergey Prokudin-Gorsky. Le principe de la reproduction d'une gamme complète de couleurs par l'analyse et la synthèse en trois couleurs est basé sur la nature de la vision humaine des couleurs et sous-tend presque toutes les technologies d'imagerie couleur chimiques et électroniques pratiques. L'image du ruban de Sutton est parfois appelée la première photographie couleur. Il y avait, en fait, des photographies en couleurs plus anciennes et peut-être meilleures réalisées par des expérimentateurs qui utilisaient un processus complètement différent, plus purement chimique, mais les couleurs s'estompaient rapidement lorsqu'elles étaient exposées à la lumière pour la visualisation. Les photographies de Sutton ont conservé les informations de couleur dans des images argentiques en noir et blanc ne contenant aucune matière colorante réelle, elles sont donc très résistantes à la lumière et durables et l'ensemble peut raisonnablement être décrit comme la première photographie couleur permanente.
Sutton travaille également sur le développement de plaques photographiques sèches.

## Publications
- (en) The calotype process : a hand book to photography on paper, Londres, Joseph Cundell, at the Photographic Institution, 1855, VIII-91 p. (lire en ligne).
- (en) A New Method of Printing Positive Photographs, by which Permanent and Artistic Results may be Uniformily Obtained, St Brelade’s Bay, Jersey, [chez l’auteur], 1855.
- (en) « On Positive Printing without a Toning Bath », Photographic Notes, t. 1, no 15,‎ 15 novembre 1856, p. 237-243.

## Collections publiques
- Paris, musée d'Orsay.